# Periloveț
Periloveț (în bulgară Периловец, în română Perlovăț) este un sat în Obștina Boinița, regiunea Vidin, Bulgaria. Localitatea a fost locuită compact de românii din Timocul bulgăresc..

## Demografie
Componența etnică a satului Periloveț
     Bulgari (86,56%)
     Nicio identificare (13,43%)
     Altele (0%)
La recensământul din 2011, populația satului Periloveț era de 67 locuitori. Din punct de vedere etnic, majoritatea locuitorilor (86,56%) erau bulgari. Pentru 13,43% din locuitori nu este cunoscută apartenența etnică.